# Emel Mathlouthi
Emel Mathlouthi (în arabă آمال المثلوثي; n. 11 ianuarie 1982, Tunis, Tunisia) este o cântăreață tunisiană. 
Ea a devenit celebră în timpul Revoluției Iasomiei prin cântece de protest, cum ar fi Ya Tounes ya meskina (Sărmana Tunisie) și Kelmti Horra (Cuvântul este liber). Primul său album de studio este lansat în 2012. 

## Discografie
Albume de studio
- 2012 - Kelmti horra
- 2017 - Ensen

Participări în compilații
- 2013 - The Rough Guide to Arabic Revolution